# Thomas Kempe
Thomas Kempe (Möllen, 17 marzo 1960) è un ex calciatore tedesco, di ruolo centrocampista.
È il padre di Dennis e Tobias Kempe, a loro volta calciatori.

## Palmarès

### Club

#### Competizioni nazionali
- Campionato tedesco: 1

Stoccarda: 1983-1984